# 킬리만자로의 눈 (1952년 영화)
《킬리만자로의 눈》(The Snows Of Kilimanjaro)은 미국에서 제작된 헨리 킹 감독의 1952년 모험, 드라마, 멜로/로맨스 영화이다. 그레고리 펙 등이 주연으로 출연하였고 대릴 F. 재넉 등이 제작에 참여하였다. 어니스트 헤밍웨이의 동명의 단편 소설에 기반을 둔 테크니컬러 영화이다. 1952년 전체 흥행 3위를 기록했다. 원작엔 에바 가드너의 배역이 없으며, 결말부도 원작과 다르다. 이 영화는 퍼블릭 도메인으로 진입하였다.

## 줄거리
삼촌이 유언처럼 남긴 수수께끼를 풀기 위해 케냐 사파리를 찾은 작가 해리는 한 짐꾼을 하마로부터 구하다가 부상을 입고 천천히 죽어간다. 혼미한 의식 속에서 해리는 잃어버린 세대로서 파리에서 지내며 연인 신시아를 만났다 헤어진 후 신시아를 찾으러 마드리드에 갔다가 스페인 내전에 참전했던 일 등을 회상한다.

## 출연

### 주연
- 그레고리 펙 - 해리 스트리트 역
- 수전 헤이워드 - 헬런 역
- 에바 가드너 - 신시아 그린 역

### 조연
- 힐데가르트 크네프
- 리오 G. 캐럴
- 토린 새처
- 에이바 노링
- 헐린 스탠리
- 마르셀 달리오
- 빈신트 고메스
- 리처드 앨런

## 기타
- 세트: 폴 S. 폭스
- 세트: 토머스 리틀
- 미술: 라일 R. 휠러
- 미술: 존 디퀴어